# اچ‌ام‌اس لنوکس (۱۶۷۸)
اچ‌ام‌اس لنوکس (۱۶۷۸) (به انگلیسی: HMS Lenox (1678)) یک کشتی بود که طول آن ۱۵۱ فوت ۶ اینچ (۴۶٫۲ متر) بود.